# Royal Birmingham Conservatoire
Il Royal Birmingham Conservatoire è un conservatorio a Birmingham, nella contea metropolitana delle West Midlands, nell'Inghilterra centrale.
Fornisce formazione professionale in musica, recitazione e discipline correlate fino al livello post laurea ed è un centro per la ricerca accademica e lo studio a livello di dottorato in settori quali la pratica esecutiva, la composizione, la musicologia e la storia della musica. È l'unico dei nove conservatori del Regno Unito che fa anche parte di una facoltà di un'università, ovvero la Arts, Design and Media presso la Birmingham City University. È membro della Federazione delle scuole di teatro e membro fondatore di Conservatoires UK.
È stata fondata nel 1886 come Birmingham School of Music, la prima scuola di musica fondata in Inghilterra fuori Londra.

## Storia
Situato in Paradise Place, nel centro di Birmingham tra la Centenary Square e Chamberlain Square, il Birmingham Conservatoire fu fondato nel 1886 come Birmingham School of Music, di cui fu un reparto; quest'atto raggruppò in un'unica entità le diverse attività di educazione musicale del Birmingham and Midland Institute. 
Il titolo Birmingham Conservatoire fu adottato nel 1989, con un proprio diploma di laurea e riconoscimento (GBSM e ABSM) rinominato da Graduate / Associate of the Birmingham School of Music a Graduate / Associate of the Birmingham Schools of Music, in modo da riflettere la struttura interna adottata dalle scuole. Nel 1995, il diploma di laurea equivalente GBSM fu riprogettato e riconvalidato in Bachelor of music (BMus). 
Nel 2008, come parte della riorganizzazione della facoltà dell'Università, divenne parte della facoltà di Performance Media English (PME), unita per diventare Facoltà di arte, design e media. Come parte della ristrutturazione di Paradise Circus, la sede fu oggetto di un acquisto obbligatorio da parte del Birmingham City Council. Il conservatorio ricevette £ 29 milioni a titolo di compensazione in un accordo stipulato nel dicembre del 2013; l'offerta comprendeva 12,4 milioni di sterline di spese del consiglio. 
Un nuovo edificio da £ 46 milioni è situato su Jennens Road, adiacente al Millennium Point e alla Birmingham Ormiston Academy (BOA). Progettato dalla Feilden Clegg Bradley Studios, l'edificio ospita gli insegnamenti e lo spazio per le esecuzioni. I lavori di costruzione iniziarono nel mese di agosto 2015. La domanda di costruzione 2014/08.615/PA fu presentata il 2 dicembre 2014 e approvata nel febbraio 2015; come prima fase del progetto, si procedette alla demolizione dell'edificio esistente di Paradise Circus. Nel mese di luglio 2015, Galliford Try fu confermato contraente principale su un contratto di £ 46 milioni. L'aggiudicazione fu ritardata, perché la stima iniziale da £ 27 a £ 35 milioni non poteva essere soddisfatta dall'offerta degli appaltatori.
Il 24 Settembre 2017 il conservatorio ricevette lo status di "Royal" dalla regina Elisabetta II del Regno Unito.

## Struttura
Il conservatorio è articolato nei seguenti dipartimenti:
- Archi
- Composizione
- Direzione corale
- Direzione orchestrale
- Esecuzione orchestrale
- Jazz
- Legni
- Musica antica
- Musica da camera
- Ottoni
- Percussioni
- Pianoforte
- Tecnologia musicale
- Vocale e operistico

I servizi del conservatorio includono la Adrian Boult Hall con 518 posti, il Recital Hall, l'Arena Foyer, sei studi di registrazione e una biblioteca musicale specializzata con circa 95.000 spartiti singoli e parti e 10.000 registrazioni audio. 
Il conservatorio collabora con scuole di musica, college, accademie e conservatori di tutto il mondo e prende parte al progetto Erasmus.

## Direttori
- William Stockley (1886-1900)
- Granville Bantock (1900-1934)[6]
- Allen Blackhall (1934-1945)
- Christopher Edmunds (1945-1956)
- Comitato di gestione (1956-1957)
- Sir Steuart Wilson (1957-1960)
- Gordon Clinton (1960-1973)
- John Bishop (1973-1975)
- Louis Carus (1975-1987)
- Roy Wales (1987-1989)
- Kevin Thompson (1989-1993)
- George Caird (1993-2010)
- David Saint (2010-2015)
- Julian Lloyd Webber (2015-2020)